# Guatteria rupestris
Guatteria rupestris Mello-Silva & Pirani – gatunek rośliny z rodziny flaszowcowatych (Annonaceae Juss.). Występuje endemicznie w Brazylii – w stanie Minas Gerais. 

## Morfologia
PokrójZimozielone drzewo lub krzew dorastające do 1,5–4 m wysokości.
LiścieMają eliptyczny lub odwrotnie owalny kształt. Mierzą 3,5–8 cm długości oraz 1,5–3 szerokości. Są skórzaste. Nasada liścia jest rozwarta. Liść na brzegu jest całobrzegi.
OwocePojedyncze. Mają eliptyczny kształt. Osiągają 7–10 mm długości oraz 3–5 mm średnicy.

## Biologia i ekologia
Rośnie w zaroślach.